# Кельтское море
Ке́льтское мо́ре (англ. Celtic Sea, ирл. An Mhuir Cheilteach, валл. Y Môr Celtaidd, корн. An Mor Keltek, брет. Ar Mor Keltiek, фр. La Mer Celtique) — иногда выделяемое море бассейна Атлантического океана. Факт существования такого моря был признан Международной гидрографической организацией лишь в 1971 году. На официально изданных советских и российских картах данное море не показано.
Омывает часть Ирландии, Великобритании и Франции. Морские границы ограничиваются проливом святого Георга (который соединяет его с Ирландским морем), Бристольским заливом, Ла-Маншем. Южная и западная границы очерчиваются по континентальному шельфу.

## История
Название берёт от исторических территорий, заселенных кельтами. Раньше часть вод Кельтского моря называлась Пролив Святого Георга, но основная часть вод не имела собственного названия и определялась как «юго-западные подходы» к Великобритании. Из-за общей геологии и гидрологии потребность в общем названии давно назрела, и в 1921 году название было предложено известным английским морским исследователем Эрнестом Уильямом Лайонсом Хольтом.